# Élections départementales de 2021 dans le Tarn
Les élections départementales dans le Tarn ont lieu les 20 et 27 juin 2021.

## Contexte départemental

### Assemblée départementale sortante
Avant les élections, le conseil départemental du Tarn est présidé par Christophe Ramond (PS).
Il comprend 46 conseillers départementaux issus des 23 cantons du Tarn.
| Président du conseil départemental   |       |       |      |                              |
| Christophe Ramond (PS)               |       |       |      |                              |
| Parti                                | Sigle | Sigle | Élus | Groupes                      |
| Majorité (28 sièges)                 |       |       |      |                              |
| Parti socialiste                     |       | PS    | 19   | Majorité départementale      |
| Divers gauche                        |       | DVG   | 5    | Majorité départementale      |
| Parti radical de gauche              |       | PRG   | 2    | Majorité départementale      |
| Divers centre                        |       | DVC   | 1    | Majorité départementale      |
| Divers droite                        |       | DVD   | 1    | Majorité départementale      |
| Opposition de droite (18 sièges)     |       |       |      |                              |
| Les Républicains                     |       | LR    | 9    | Ensemble, la passion du Tarn |
| Union des démocrates et indépendants |       | UDI   | 4    | Ensemble, la passion du Tarn |
| Divers droite                        |       | DVD   | 4    | Ensemble, la passion du Tarn |
| La République en marche              |       | LREM  | 1    | Ensemble, la passion du Tarn |

## Système électoral
Les élections ont lieu au scrutin majoritaire binominal à deux tours. Le système est paritaire : les candidatures sont présentées sous la forme d'un binôme composé d'une femme et d'un homme avec leurs suppléants (une femme et un homme également).
Pour être élu au premier tour, un binôme doit obtenir la majorité absolue des suffrages exprimés et un nombre de suffrages au moins égal à 25 % des électeurs inscrits. Si aucun binôme n'est élu au premier tour, seuls peuvent se présenter au second tour les binômes qui ont obtenu un nombre de suffrages au moins égal à 12,5 % des électeurs inscrits, sans possibilité pour les binômes de fusionner. Est élu au second tour le binôme qui obtient le plus grand nombre de voix.

## Résultats à l'échelle du département

### Résultats par nuances
| Binômes                  | Binômes                             | Binômes                  | Premier tour | Premier tour | Premier tour | Second tour | Second tour | Second tour | Total | +/-           |  |
| Binômes                  | Binômes                             | Binômes                  | Voix         | %            | Sièges       | Voix        | %           | Sièges      | Total | +/-           |  |
| ------------------------ | ----------------------------------- | ------------------------ | ------------ | ------------ | ------------ | ----------- | ----------- | ----------- | ----- | ------------- |  |
|                          | Divers gauche                       | DVG                      | 27 744       | 25,82        | 4            | 30 020      | 3,23        | 16          | 20    | 10            |  |
|                          | Rassemblement national              | RN                       | 22 291       | 20,75        | 0            | 14 116      | 14,56       | 0           | 0     | en stagnation |  |
|                          | Divers droite                       | DVD                      | 10 235       | 9,53         | 0            | 11 528      | 11,89       | 8           | 8     | en stagnation |  |
|                          | Écologistes                         | ECO                      | 8 365        | 7,79         | 0            | 1 987       | 2,05        | 0           | 0     | Nv.           |  |
|                          | Parti socialiste                    | SOC                      | 7 694        | 7,16         | 0            | 11 941      | 12,32       | 6           | 6     | 4             |  |
|                          | Union au centre                     | UC                       | 6 218        | 5,79         | 0            | 7 624       | 7,87        | 4           | 4     | Nv.           |  |
|                          | Union au centre et à droite         | UCD                      | 5 029        | 4,68         | 0            | 5 570       | 5,75        | 2           | 2     | Nv.           |  |
|                          | Parti communiste français           | COM                      | 4 252        | 3,96         | 0            |             |             |             | 0     | en stagnation |  |
|                          | Divers centre                       | DVC                      | 3 917        | 3,65         | 0            | 3 135       | 3,23        | 2           | 2     | Nv.           |  |
|                          | Union au centre et à gauche         | UCG                      | 3 893        | 3,62         | 0            | 4 961       | 5,12        | 2           | 2     | Nv.           |  |
|                          | Union à droite                      | UD                       | 1 883        | 1,75         | 0            | 1 677       | 1,73        | 2           | 2     | 4             |  |
|                          | Les Républicains                    | LR                       | 1 787        | 1,66         | 0            | 2 710       | 2,80        | 0           | 0     | 4             |  |
|                          | La France insoumise                 | FI                       | 1 262        | 1,17         | 0            |             |             |             | 0     | Nv.           |  |
|                          | Union à gauche avec des écologistes | UGE                      | 1 238        | 1,15         | 0            | 1 659       | 1,71        | 0           | 0     | Nv.           |  |
|                          | Divers                              | DIV                      | 1 150        | 1,07         | 0            |             |             |             | 0     | Nv.           |  |
|                          | Extrême droite                      | EXD                      | 330          | 0,31         | 0            | 0           | Nv.         |             |       |               |  |
|                          | Droite souverainiste                | DSV                      | 151          | 0,14         | 0            | 0           | Nv.         |             |       |               |  |
|                          |                                     |                          |              |              |              |             |             |             |       |               |  |
| Suffrages exprimés       | Suffrages exprimés                  | Suffrages exprimés       | 107 439      | 93,70        |              | 96 928      | 91,54       |             |       |               |  |
| Votes blancs             | Votes blancs                        | Votes blancs             | 4 127        | 3,60         | 5 300        | 5,01        |             |             |       |               |  |
| Votes nuls               | Votes nuls                          | Votes nuls               | 3 095        | 2,70         | 3 654        | 3,45        |             |             |       |               |  |
| Total                    | Total                               | Total                    | 114 661      | 100          | 4            | 105 882     | 100         | 42          | 46    | en stagnation |  |
| Abstentions              | Abstentions                         | Abstentions              | 178 727      | 60,92        |              | 164 633     | 60,86       |             |       |               |  |
| Inscrits / participation | Inscrits / participation            | Inscrits / participation | 293 389      | 39,08        | 270 515      | 39,14       |             |             |       |               |  |

### Élus par canton
| Canton                    | Conseiller Sortant        | Parti | Parti | Conseiller Élu            | Parti | Parti |
| ------------------------- | ------------------------- | ----- | ----- | ------------------------- | ----- | ----- |
| Albi-1                    | Marie-Louise At           |       | LR    | Marie-Louise At           |       | LR    |
| Albi-1                    | Michel Franques           |       | DVD   | Michel Franques           |       | DVD   |
| Albi-2                    | Nathalie Borghese         |       | DVD   | Jean-Charles Balardy      |       | PS    |
| Albi-2                    | Éric Guillaumin           |       | DVD   | Margot Lapeyre            |       | PS    |
| Albi-3                    | Éva Geraud                |       | PS    | Éva Geraud                |       | PS    |
| Albi-3                    | Christophe Ramond         |       | PS    | Christophe Ramond         |       | PS    |
| Albi-4                    | Patrice Bédier            |       | PS    | Étienne Moulin            |       | PS    |
| Albi-4                    | Élisabeth Claverie        |       | PS    | Élisabeth Claverie        |       | PS    |
| Carmaux-1 Le Ségala       | Sylvie Bibal Diogo        |       | PS    | Sylvie Bibal Diogo        |       | PS    |
| Carmaux-1 Le Ségala       | Guy Malaterre             |       | PS    | Guy Malaterre             |       | PS    |
| Carmaux-2 Vallée du Cérou | André Fabre               |       | DVG   | André Fabre               |       | DVG   |
| Carmaux-2 Vallée du Cérou | Aline Redo                |       | PS    | Aline Redo                |       | PS    |
| Castres-1                 | Nathalie de Villeneuve    |       | LR    | Arnaud Bousquet           |       | LR    |
| Castres-1                 | Michel Monsarrat          |       | LR    | Eve Bugis                 |       | LR    |
| Castres-2                 | Régine Massoutié-Girardet |       | LR    | Régine Massoutié-Girardet |       | LR    |
| Castres-2                 | Serge Serieys             |       | DVD   | Serge Serieys             |       | DVD   |
| Castres-3                 | Isabelle Espinosa         |       | PRG   | Isabelle Espinosa         |       | PRG   |
| Castres-3                 | Christophe Testas         |       | PS    | Christophe Testas         |       | PS    |
| Les Deux Rives            | Monique Corbière-Fauvel   |       | PS    | Monique Corbière-Fauvel   |       | PS    |
| Les Deux Rives            | Christophe Herin          |       | DVG   | Christophe Herin          |       | DVG   |
| Gaillac                   | Évelyne Bretagne          |       | LREM  | Évelyne Bretagne          |       | LREM  |
| Gaillac                   | Francis Ruffel            |       | DVD   | Francis Ruffel            |       | DVD   |
| Graulhet                  | Florence Belou            |       | PS    | Florence Belou            |       | PS    |
| Graulhet                  | Max Guipaud               |       | PS    | Alain Glade               |       | PS    |
| Le Haut Dadou             | Françoise Bardou          |       | LR    | Jean-Luc Cantaloube       |       | PS    |
| Le Haut Dadou             | Éric Pujol                |       | UDI   | Catherine Gely            |       | PS    |
| Les Hautes Terres d'Oc    | Philippe Folliot          |       | AC    | Daniel Vidal              |       | DVD   |
| Les Hautes Terres d'Oc    | Brigitte Pailhe-Fernandez |       | UDI   | Brigitte Pailhe-Fernandez |       | DVD   |
| Lavaur Cocagne            | Émilie Aussaguel          |       | LR    | Nathalie Joseph           |       | DVD   |
| Lavaur Cocagne            | Joseph Dalla Riva         |       | LR    | Emmanuel Joulié           |       | LREM  |
| Mazamet-1                 | Christelle Cabanis        |       | DVG   | Christelle Cabanis        |       | DVG   |
| Mazamet-1                 | Didier Houles             |       | PS    | Didier Houles             |       | PS    |
| Mazamet-2 Vallée du Thoré | Florence Estrabaud        |       | DVG   | Florence Estrabaud        |       | DVG   |
| Mazamet-2 Vallée du Thoré | Daniel Vialelle           |       | PS    | Daniel Vialelle           |       | PS    |
| La Montagne noire         | Michel Benoît             |       | PS    | Michel Benoît             |       | PS    |
| La Montagne noire         | Claudie Bonnet            |       | PS    | Claudie Bonnet            |       | PS    |
| Le Pastel                 | Jean-Luc Alibert          |       | LR    | Jean-Luc Alibert          |       | LR    |
| Le Pastel                 | Anne Laperrouze           |       | UDI   | Géraldine Rouanet         |       | DVD   |
| Plaine de l'Agoût         | Catherine Rabou           |       | PS    | Catherine Rabou           |       | PS    |
| Plaine de l'Agoût         | Laurent Vandendriessche   |       | PS    | Laurent Vandendriessche   |       | PS    |
| Les Portes du Tarn        | Dominique Rondi-Sarrat    |       | PS    | Nadia Ould-Amer           |       | DVD   |
| Les Portes du Tarn        | Gilles Turlan             |       | PRG   | Gilles Turlan             |       | PRG   |
| Saint-Juéry               | Marie-Claire Malroux      |       | DVG   | Marie-Claire Malroux      |       | DVG   |
| Saint-Juéry               | Jean-Paul Raynaud         |       | PS    | David Donnez              |       | DVG   |
| Vignobles et Bastides     | Maryline Lherm            |       | DVD   | Maryline Lherm            |       | DVD   |
| Vignobles et Bastides     | Paul Salvador             |       | DVD   | Paul Salvador             |       | DVD   |

## Résultats par canton
Les binômes sont présentés par ordre décroissant des résultats au premier tour. En cas de victoire au second tour du binôme arrivé en deuxième place au premier, ses résultats sont indiqués en gras.

### Canton d'Albi-1
| Candidats                | Candidats                | Partis                   | Nuance                   | Premier tour | Premier tour | Second tour | Second tour |
| Candidats                | Candidats                | Partis                   | Nuance                   | Voix         | %            | Voix        | %           |
| ------------------------ | ------------------------ | ------------------------ | ------------------------ | ------------ | ------------ | ----------- | ----------- |
|                          | Marie-Louise At          | LR                       | UD                       | 1 226        | 37,75        | 1 677       | 53,91       |
|                          | Michel Franques          | DVD                      | UD                       | 1 226        | 37,75        | 1 677       | 53,91       |
|                          | Catherine Biau           | PS                       | DVG                      | 798          | 24,57        | 1 434       | 46,09       |
|                          | Stéphane Gesset          | DVG                      | DVG                      | 798          | 24,57        | 1 434       | 46,09       |
|                          | Nicole Hibert            | EÉLV                     | ECO                      | 695          | 21,40        |             |             |
|                          | Pascal Pragnère          | EÉLV                     | ECO                      | 695          | 21,40        |             |             |
|                          | Glawdys Ramadji          | RN                       | RN                       | 529          | 16,29        |             |             |
|                          | Philippe Séguier         | RN                       | RN                       | 529          | 16,29        |             |             |
|                          |                          |                          |                          |              |              |             |             |
| Suffrages exprimés       | Suffrages exprimés       | Suffrages exprimés       | Suffrages exprimés       | 3 248        | 95,75        | 3 111       | 90,89       |
| Votes blancs             | Votes blancs             | Votes blancs             | Votes blancs             | 59           | 1,74         | 161         | 4,70        |
| Votes nuls               | Votes nuls               | Votes nuls               | Votes nuls               | 85           | 2,51         | 151         | 4,41        |
| Total                    | Total                    | Total                    | Total                    | 3 392        | 100          | 3 423       | 100         |
| Abstention               | Abstention               | Abstention               | Abstention               | 6 553        | 65,89        | 6 525       | 65,59       |
| Inscrits / participation | Inscrits / participation | Inscrits / participation | Inscrits / participation | 9 945        | 34,11        | 9 948       | 34,41       |

### Canton d'Albi-2
| Candidats                | Candidats                | Partis                   | Nuance                   | Premier tour | Premier tour | Second tour | Second tour |
| Candidats                | Candidats                | Partis                   | Nuance                   | Voix         | %            | Voix        | %           |
| ------------------------ | ------------------------ | ------------------------ | ------------------------ | ------------ | ------------ | ----------- | ----------- |
|                          | Jean-Charles Balardy     | PS                       | SOC                      | 1 868        | 36,52        | 2 862       | 57,82       |
|                          | Margot Lapeyre           | PS                       | SOC                      | 1 868        | 36,52        | 2 862       | 57,82       |
|                          | Eric Guillaumin          | DVD                      | UCD                      | 1 300        | 25,42        | 2 088       | 42,18       |
|                          | Naïma Marengo            | DVD                      | UCD                      | 1 300        | 25,42        | 2 088       | 42,18       |
|                          | Manon Escude             | RN                       | RN                       | 982          | 19,20        |             |             |
|                          | Philippe Lapeyre         | RN                       | RN                       | 982          | 19,20        |             |             |
|                          | Yves Carrat              | EÉLV                     | ECO                      | 965          | 18,87        |             |             |
|                          | Marian Couveignes        | EÉLV                     | ECO                      | 965          | 18,87        |             |             |
|                          |                          |                          |                          |              |              |             |             |
| Suffrages exprimés       | Suffrages exprimés       | Suffrages exprimés       | Suffrages exprimés       | 5 115        | 95,66        | 4 950       | 89,85       |
| Votes blancs             | Votes blancs             | Votes blancs             | Votes blancs             | 140          | 2,62         | 325         | 5,90        |
| Votes nuls               | Votes nuls               | Votes nuls               | Votes nuls               | 92           | 1,72         | 234         | 4,25        |
| Total                    | Total                    | Total                    | Total                    | 5 347        | 100          | 5 509       | 100         |
| Abstention               | Abstention               | Abstention               | Abstention               | 8 937        | 62,57        | 8 779       | 61,44       |
| Inscrits / participation | Inscrits / participation | Inscrits / participation | Inscrits / participation | 14 284       | 37,43        | 14 288      | 38,55       |

### Canton d'Albi-3
| Candidats                | Candidats                | Partis                   | Nuance                   | Premier tour | Premier tour | Second tour | Second tour |
| Candidats                | Candidats                | Partis                   | Nuance                   | Voix         | %            | Voix        | %           |
| ------------------------ | ------------------------ | ------------------------ | ------------------------ | ------------ | ------------ | ----------- | ----------- |
|                          | Eva Géraud               | PS                       | SOC                      | 2 612        | 49,38        | 4 000       | 76,23       |
|                          | Christophe Ramond        | PS                       | SOC                      | 2 612        | 49,38        | 4 000       | 76,23       |
|                          | Emmanuel Chapeau         | RN                       | RN                       | 1 012        | 19,13        | 1 247       | 23,77       |
|                          | Esmeralada Lapeyre       | RN                       | RN                       | 1 012        | 19,13        | 1 247       | 23,77       |
|                          | Maëlle Bartoli-Dahan     | EÉLV                     | ECO                      | 739          | 13,97        |             |             |
|                          | Antoine Carlier          | EÉLV                     | ECO                      | 739          | 13,97        |             |             |
|                          | Anne-Michèle Bianchi     | LR                       | UCD                      | 608          | 11,49        |             |             |
|                          | Alexandre Mensire-Mestre | DVD                      | UCD                      | 608          | 11,49        |             |             |
|                          | Nadia Denis-Hammadi      | PCF                      | COM                      | 319          | 6,03         |             |             |
|                          | Alain Derrey             | PCF                      | COM                      | 319          | 6,03         |             |             |
|                          |                          |                          |                          |              |              |             |             |
| Suffrages exprimés       | Suffrages exprimés       | Suffrages exprimés       | Suffrages exprimés       | 5 290        | 96,18        | 5 247       | 94,39       |
| Votes blancs             | Votes blancs             | Votes blancs             | Votes blancs             | 110          | 2,00         | 181         | 3,26        |
| Votes nuls               | Votes nuls               | Votes nuls               | Votes nuls               | 100          | 1,82         | 131         | 2,36        |
| Total                    | Total                    | Total                    | Total                    | 5 500        | 100          | 5 559       | 100         |
| Abstention               | Abstention               | Abstention               | Abstention               | 8 289        | 60,11        | 8 231       | 59,69       |
| Inscrits / participation | Inscrits / participation | Inscrits / participation | Inscrits / participation | 13 789       | 39,89        | 13 790      | 40,31       |

### Canton d'Albi-4
| Candidats                | Candidats                | Partis                   | Nuance                   | Premier tour | Premier tour | Second tour | Second tour |
| Candidats                | Candidats                | Partis                   | Nuance                   | Voix         | %            | Voix        | %           |
| ------------------------ | ------------------------ | ------------------------ | ------------------------ | ------------ | ------------ | ----------- | ----------- |
|                          | Elisabeth Claverie       | PS                       | DVG                      | 1 735        | 39,21        | 3 121       | 70,90       |
|                          | Étienne Moulin           | DVG                      | DVG                      | 1 735        | 39,21        | 3 121       | 70,90       |
|                          | Sandrine Alvarez         | RN                       | RN                       | 1 094        | 24,72        | 1 281       | 29,10       |
|                          | Frédéric Cabrolier       | RN                       | RN                       | 1 094        | 24,72        | 1 281       | 29,10       |
|                          | André Boudes             | PCF                      | COM                      | 939          | 21,22        |             |             |
|                          | Danielle Paturey         | PCF                      | COM                      | 939          | 21,22        |             |             |
|                          | Daniel Citerne           | LR                       | UD                       | 657          | 14,85        |             |             |
|                          | Martine Kosinski-Gonella | LR                       | UD                       | 657          | 14,85        |             |             |
|                          |                          |                          |                          |              |              |             |             |
| Suffrages exprimés       | Suffrages exprimés       | Suffrages exprimés       | Suffrages exprimés       | 4 425        | 95,20        | 4 402       | 91,59       |
| Votes blancs             | Votes blancs             | Votes blancs             | Votes blancs             | 120          | 2,58         | 224         | 4,66        |
| Votes nuls               | Votes nuls               | Votes nuls               | Votes nuls               | 103          | 2,22         | 180         | 3,75        |
| Total                    | Total                    | Total                    | Total                    | 4 648        | 100          | 4 806       | 100         |
| Abstention               | Abstention               | Abstention               | Abstention               | 8 695        | 65,17        | 8 539       | 63,99       |
| Inscrits / participation | Inscrits / participation | Inscrits / participation | Inscrits / participation | 13 343       | 34,83        | 13 345      | 36,02       |

### Canton de Carmaux-1 Le Ségala
| Candidats                | Candidats                | Partis                   | Nuance                   | Premier tour | Premier tour | Second tour | Second tour |
| Candidats                | Candidats                | Partis                   | Nuance                   | Voix         | %            | Voix        | %           |
| ------------------------ | ------------------------ | ------------------------ | ------------------------ | ------------ | ------------ | ----------- | ----------- |
|                          | Sylvie Bibal-Diogo       | PS                       | SOC                      | 2 567        | 46,34        | 3 823       | 70,59       |
|                          | Guy Malaterre            | PS                       | SOC                      | 2 567        | 46,34        | 3 823       | 70,59       |
|                          | Raymond Bessou           | RN                       | RN                       | 1 390        | 25,09        | 1 593       | 29,41       |
|                          | Martine Moser            | RN                       | RN                       | 1 390        | 25,09        | 1 593       | 29,41       |
|                          | Stéphane Aymard          | PCF                      | COM                      | 1 228        | 22,17        |             |             |
|                          | Christine Deymié         | PCF                      | COM                      | 1 228        | 22,17        |             |             |
|                          | Thierry Bivort           | LFI                      | FI                       | 354          | 6,39         |             |             |
|                          | Muriel Ducomte           | LFI                      | FI                       | 354          | 6,39         |             |             |
|                          |                          |                          |                          |              |              |             |             |
| Suffrages exprimés       | Suffrages exprimés       | Suffrages exprimés       | Suffrages exprimés       | 5 539        | 91,93        | 5 416       | 90,31       |
| Votes blancs             | Votes blancs             | Votes blancs             | Votes blancs             | 250          | 4,15         | 324         | 5,40        |
| Votes nuls               | Votes nuls               | Votes nuls               | Votes nuls               | 236          | 3,92         | 257         | 4,29        |
| Total                    | Total                    | Total                    | Total                    | 6 025        | 100          | 5 997       | 100         |
| Abstention               | Abstention               | Abstention               | Abstention               | 7 624        | 55,86        | 7 652       | 56,06       |
| Inscrits / participation | Inscrits / participation | Inscrits / participation | Inscrits / participation | 13 649       | 44,14        | 13 649      | 43,93       |

### Canton de Carmaux-2 Vallée du Cérou
| Candidats                | Candidats                | Partis                   | Nuance                   | Premier tour | Premier tour | Second tour | Second tour |
| Candidats                | Candidats                | Partis                   | Nuance                   | Voix         | %            | Voix        | %           |
| ------------------------ | ------------------------ | ------------------------ | ------------------------ | ------------ | ------------ | ----------- | ----------- |
|                          | André Fabre              | DVG                      | DVG                      | 2 793        | 47,55        | 4 222       | 75,46       |
|                          | Aline Redo               | PS                       | DVG                      | 2 793        | 47,55        | 4 222       | 75,46       |
|                          | Colette Aliev            | RN                       | RN                       | 1 176        | 20,02        | 1 373       | 24,54       |
|                          | Jordan Payet             | RN                       | RN                       | 1 176        | 20,02        | 1 373       | 24,54       |
|                          | Thierry San Andrès       | PCF                      | COM                      | 1 074        | 18,28        |             |             |
|                          | Rosanna Tagliaferri      | PCF                      | COM                      | 1 074        | 18,28        |             |             |
|                          | Sarah Bernard            | EÉLV                     | ECO                      | 831          | 14,15        |             |             |
|                          | Christophe Lavaillant    | EÉLV                     | ECO                      | 831          | 14,15        |             |             |
|                          |                          |                          |                          |              |              |             |             |
| Suffrages exprimés       | Suffrages exprimés       | Suffrages exprimés       | Suffrages exprimés       | 5 874        | 94,80        | 5 595       | 92,49       |
| Votes blancs             | Votes blancs             | Votes blancs             | Votes blancs             | 181          | 2,92         | 275         | 4,55        |
| Votes nuls               | Votes nuls               | Votes nuls               | Votes nuls               | 141          | 2,28         | 179         | 2,96        |
| Total                    | Total                    | Total                    | Total                    | 6 196        | 100          | 6 049       | 100         |
| Abstention               | Abstention               | Abstention               | Abstention               | 8 139        | 56,78        | 8 284       | 57,80       |
| Inscrits / participation | Inscrits / participation | Inscrits / participation | Inscrits / participation | 14 335       | 43,22        | 14 333      | 42,21       |

### Canton de Castres-1
| Candidats                | Candidats                | Partis                   | Nuance                   | Premier tour | Premier tour | Second tour | Second tour |
| Candidats                | Candidats                | Partis                   | Nuance                   | Voix         | %            | Voix        | %           |
| ------------------------ | ------------------------ | ------------------------ | ------------------------ | ------------ | ------------ | ----------- | ----------- |
|                          | Arnaud Bousquet          | DVD                      | DVD                      | 1 582        | 43,81        | 2 375       | 65,41       |
|                          | Eve Bugis                | DVD                      | DVD                      | 1 582        | 43,81        | 2 375       | 65,41       |
|                          | Boukil Hamria            | PS                       | SOC                      | 647          | 17,92        | 1 256       | 34,59       |
|                          | Sandra Marc              | PS                       | SOC                      | 647          | 17,92        | 1 256       | 34,59       |
|                          | Stéphane Deleforge       | EÉLV                     | ECO                      | 531          | 14,71        |             |             |
|                          | Myriam Madeline-Maugin   | EÉLV                     | ECO                      | 531          | 14,71        |             |             |
|                          | Charlotte Bodilis        | DVC                      | DVC                      | 521          | 14,43        |             |             |
|                          | Christophe Cousse        | DVC                      | DVC                      | 521          | 14,43        |             |             |
|                          | Marianne Bories          | LP                       | EXD                      | 330          | 9,14         |             |             |
|                          | Émile Cany               | CJ                       | EXD                      | 330          | 9,14         |             |             |
|                          |                          |                          |                          |              |              |             |             |
| Suffrages exprimés       | Suffrages exprimés       | Suffrages exprimés       | Suffrages exprimés       | 3 611        | 94,65        | 3 631       | 93,56       |
| Votes blancs             | Votes blancs             | Votes blancs             | Votes blancs             | 113          | 2,96         | 142         | 3,66        |
| Votes nuls               | Votes nuls               | Votes nuls               | Votes nuls               | 91           | 2,39         | 108         | 2,78        |
| Total                    | Total                    | Total                    | Total                    | 3 815        | 100          | 3 881       | 100         |
| Abstention               | Abstention               | Abstention               | Abstention               | 8 289        | 68,48        | 8 225       | 67,94       |
| Inscrits / participation | Inscrits / participation | Inscrits / participation | Inscrits / participation | 12 104       | 31,52        | 12 106      | 32,05       |

### Canton de Castres-2
| Candidats                | Candidats                 | Partis                   | Nuance                   | Premier tour | Premier tour | Second tour | Second tour |
| Candidats                | Candidats                 | Partis                   | Nuance                   | Voix         | %            | Voix        | %           |
| ------------------------ | ------------------------- | ------------------------ | ------------------------ | ------------ | ------------ | ----------- | ----------- |
|                          | Martine Gilmer            | PS                       | UC                       | 1 532        | 39,15        | 1 972       | 49,72       |
|                          | Denis Soliveres           | DVG                      | UC                       | 1 532        | 39,15        | 1 972       | 49,72       |
|                          | Régine Massoutié-Girardet | LR                       | DVD                      | 1 336        | 34,14        | 1 994       | 50,28       |
|                          | Serge Sérieys             | DVD                      | DVD                      | 1 336        | 34,14        | 1 994       | 50,28       |
|                          | Sandrine Gaudimier        | RN                       | RN                       | 1 045        | 26,71        |             |             |
|                          | Jean-Jacques Gros         | RN                       | RN                       | 1 045        | 26,71        |             |             |
|                          |                           |                          |                          |              |              |             |             |
| Suffrages exprimés       | Suffrages exprimés        | Suffrages exprimés       | Suffrages exprimés       | 3 913        | 92,92        | 3 966       | 90,28       |
| Votes blancs             | Votes blancs              | Votes blancs             | Votes blancs             | 200          | 4,75         | 258         | 5,87        |
| Votes nuls               | Votes nuls                | Votes nuls               | Votes nuls               | 98           | 2,33         | 169         | 3,85        |
| Total                    | Total                     | Total                    | Total                    | 4 211        | 100          | 4 393       | 100         |
| Abstention               | Abstention                | Abstention               | Abstention               | 7 514        | 64,09        | 7 333       | 62,54       |
| Inscrits / participation | Inscrits / participation  | Inscrits / participation | Inscrits / participation | 11 725       | 35,91        | 11 726      | 37,46       |

### Canton de Castres-3
| Candidats                | Candidats                | Partis                   | Nuance                   | Premier tour | Premier tour | Second tour | Second tour |
| Candidats                | Candidats                | Partis                   | Nuance                   | Voix         | %            | Voix        | %           |
| ------------------------ | ------------------------ | ------------------------ | ------------------------ | ------------ | ------------ | ----------- | ----------- |
|                          | Isabelle Espinosa        | PRG                      | DVG                      | 1 386        | 40,70        | 1 805       | 52,96       |
|                          | Christophe Testas        | PS                       | DVG                      | 1 386        | 40,70        | 1 805       | 52,96       |
|                          | Julie Capo Ortega        | AC                       | DVD                      | 1 039        | 30,51        | 1 603       | 47,04       |
|                          | Laurent Picouza          | DVD                      | DVD                      | 1 039        | 30,51        | 1 603       | 47,04       |
|                          | Virginie Callejon        | RN                       | RN                       | 778          | 22,85        |             |             |
|                          | Jean-Paul Piloz          | RN                       | RN                       | 778          | 22,85        |             |             |
|                          | Guillaume Escande        | LFI                      | FI                       | 202          | 5,93         |             |             |
|                          | Aline Guérin             | LFI                      | FI                       | 202          | 5,93         |             |             |
|                          |                          |                          |                          |              |              |             |             |
| Suffrages exprimés       | Suffrages exprimés       | Suffrages exprimés       | Suffrages exprimés       | 3 405        | 96,13        | 3 408       | 93,99       |
| Votes blancs             | Votes blancs             | Votes blancs             | Votes blancs             | 82           | 2,32         | 116         | 3,20        |
| Votes nuls               | Votes nuls               | Votes nuls               | Votes nuls               | 55           | 1,55         | 102         | 2,81        |
| Total                    | Total                    | Total                    | Total                    | 3 542        | 100          | 3 626       | 100         |
| Abstention               | Abstention               | Abstention               | Abstention               | 7 787        | 68,74        | 7 708       | 68,01       |
| Inscrits / participation | Inscrits / participation | Inscrits / participation | Inscrits / participation | 11 329       | 31,26        | 11 334      | 31,99       |

### Canton des Deux Rives
| Candidats                | Candidats                | Partis                   | Nuance                   | Premier tour | Premier tour |
| Candidats                | Candidats                | Partis                   | Nuance                   | Voix         | %            |
| ------------------------ | ------------------------ | ------------------------ | ------------------------ | ------------ | ------------ |
|                          | Monique Corbière-Fauvel  | PS                       | DVG                      | 3 125        | 70,18        |
|                          | Christophe Herin         | DVG                      | DVG                      | 3 125        | 70,18        |
|                          | Jean-Claude Millan       | RN                       | RN                       | 1 328        | 29,82        |
|                          | Virginie Ragaru          | RN                       | RN                       | 1 328        | 29,82        |
|                          |                          |                          |                          |              |              |
| Suffrages exprimés       | Suffrages exprimés       | Suffrages exprimés       | Suffrages exprimés       | 4 453        | 92,00        |
| Votes blancs             | Votes blancs             | Votes blancs             | Votes blancs             | 233          | 2,06         |
| Votes nuls               | Votes nuls               | Votes nuls               | Votes nuls               | 154          | 3,18         |
| Total                    | Total                    | Total                    | Total                    | 4 840        | 100          |
| Abstention               | Abstention               | Abstention               | Abstention               | 6 450        | 57,13        |
| Inscrits / participation | Inscrits / participation | Inscrits / participation | Inscrits / participation | 11 290       | 42,87        |

### Canton de Gaillac
| Candidats                | Candidats                | Partis                   | Nuance                   | Premier tour | Premier tour | Second tour | Second tour |
| Candidats                | Candidats                | Partis                   | Nuance                   | Voix         | %            | Voix        | %           |
| ------------------------ | ------------------------ | ------------------------ | ------------------------ | ------------ | ------------ | ----------- | ----------- |
|                          | Evelyne Bretagne         | LREM                     | DVD                      | 1 341        | 32,69        | 2 090       | 53,92       |
|                          | Francis Ruffel           | DVD                      | DVD                      | 1 341        | 32,69        | 2 090       | 53,92       |
|                          | Jean-Marc Aguerre        | PS                       | DVG                      | 984          | 23,99        | 1 786       | 46,08       |
|                          | Alice Gautreau           | PP                       | DVG                      | 984          | 23,99        | 1 786       | 46,08       |
|                          | Christelle Verger        | RN                       | RN                       | 655          | 15,97        |             |             |
|                          | Jean Bouniol             | RN                       | RN                       | 655          | 15,97        |             |             |
|                          | Thierno Bah              | DVC                      | UC                       | 531          | 12,94        |             |             |
|                          | Corinne Darmani          | RES                      | UC                       | 531          | 12,94        |             |             |
|                          | Sylvie Thibaut           | LFI                      | FI                       | 440          | 10,73        |             |             |
|                          | Farid Kherchiche         | LFI                      | FI                       | 440          | 10,73        |             |             |
|                          | Véronique Ponnelle       | DLF                      | DSV                      | 151          | 3,68         |             |             |
|                          | Eberhardt Wittich        | DLF                      | DSV                      | 151          | 3,68         |             |             |
|                          |                          |                          |                          |              |              |             |             |
| Suffrages exprimés       | Suffrages exprimés       | Suffrages exprimés       | Suffrages exprimés       | 4 102        | 95,28        | 3 876       | 90,71       |
| Votes blancs             | Votes blancs             | Votes blancs             | Votes blancs             | 110          | 2,56         | 219         | 5,13        |
| Votes nuls               | Votes nuls               | Votes nuls               | Votes nuls               | 93           | 2,16         | 178         | 4,17        |
| Total                    | Total                    | Total                    | Total                    | 4 305        | 100          | 4 273       | 100         |
| Abstention               | Abstention               | Abstention               | Abstention               | 7 949        | 64,87        | 7 982       | 65,13       |
| Inscrits / participation | Inscrits / participation | Inscrits / participation | Inscrits / participation | 12 254       | 35,13        | 12 555      | 34,87       |

### Canton de Graulhet
| Candidats                | Candidats                | Partis                   | Nuance                   | Premier tour | Premier tour | Second tour | Second tour |
| Candidats                | Candidats                | Partis                   | Nuance                   | Voix         | %            | Voix        | %           |
| ------------------------ | ------------------------ | ------------------------ | ------------------------ | ------------ | ------------ | ----------- | ----------- |
|                          | Florence Belou           | PS                       | DVG                      | 1 954        | 48,79        | 2 585       | 61,87       |
|                          | Alain Glade              | PS                       | DVG                      | 1 954        | 48,79        | 2 585       | 61,87       |
|                          | Julien Bacou             | RN                       | RN                       | 1 416        | 35,36        | 1 593       | 38,13       |
|                          | Vanessa Pinel            | RN                       | RN                       | 1 416        | 35,36        | 1 593       | 38,13       |
|                          | Anaïs Chaffard           | EÉLV                     | ECO                      | 369          | 9,21         |             |             |
|                          | Christian Serin          | EÉLV                     | ECO                      | 369          | 9,21         |             |             |
|                          | Josette Boulanger        | LFI                      | FI                       | 266          | 6,64         |             |             |
|                          | Jean-Marie Vigny         | LFI                      | FI                       | 266          | 6,64         |             |             |
|                          |                          |                          |                          |              |              |             |             |
| Suffrages exprimés       | Suffrages exprimés       | Suffrages exprimés       | Suffrages exprimés       | 4 005        | 93,20        | 4 178       | 94,14       |
| Votes blancs             | Votes blancs             | Votes blancs             | Votes blancs             | 136          | 3,16         | 140         | 3,15        |
| Votes nuls               | Votes nuls               | Votes nuls               | Votes nuls               | 156          | 3,63         | 120         | 2,70        |
| Total                    | Total                    | Total                    | Total                    | 4 297        | 100          | 4 438       | 100         |
| Abstention               | Abstention               | Abstention               | Abstention               | 8 350        | 66,02        | 8 214       | 64,92       |
| Inscrits / participation | Inscrits / participation | Inscrits / participation | Inscrits / participation | 12 647       | 33,98        | 12 652      | 35,08       |

### Canton du Haut Dadou
| Candidats                | Candidats                | Partis                   | Nuance                   | Premier tour | Premier tour | Second tour | Second tour |
| Candidats                | Candidats                | Partis                   | Nuance                   | Voix         | %            | Voix        | %           |
| ------------------------ | ------------------------ | ------------------------ | ------------------------ | ------------ | ------------ | ----------- | ----------- |
|                          | Jean-Luc Cantaloube      | PS                       | UCG                      | 2 075        | 38,11        | 2 865       | 56,58       |
|                          | Catherine Gely           | PS                       | UCG                      | 2 075        | 38,11        | 2 865       | 56,58       |
|                          | Isabelle Calmet          | DVG                      | DVG                      | 1 246        | 22,88        | 2 199       | 43,42       |
|                          | Jean-Pierre Lefloch      | DVG                      | DVG                      | 1 246        | 22,88        | 2 199       | 43,42       |
|                          | Béranger Calmes          | RN                       | RN                       | 1 145        | 21,03        |             |             |
|                          | Pascale Niay             | RN                       | RN                       | 1 145        | 21,03        |             |             |
|                          | Lise Klinkenberg         | EÉLV                     | ECO                      | 568          | 10,43        |             |             |
|                          | Bruno Roturier           | EÉLV                     | ECO                      | 568          | 10,43        |             |             |
|                          | Raoul de Rus             | DVG                      | DVG                      | 411          | 7,55         |             |             |
|                          | Karen Erodi              | DVG                      | DVG                      | 411          | 7,55         |             |             |
|                          |                          |                          |                          |              |              |             |             |
| Suffrages exprimés       | Suffrages exprimés       | Suffrages exprimés       | Suffrages exprimés       | 5 445        | 92,13        | 5 064       | 88,04       |
| Votes blancs             | Votes blancs             | Votes blancs             | Votes blancs             | 264          | 4,47         | 389         | 6,76        |
| Votes nuls               | Votes nuls               | Votes nuls               | Votes nuls               | 201          | 3,40         | 299         | 5,20        |
| Total                    | Total                    | Total                    | Total                    | 5 910        | 100          | 5 752       | 100         |
| Abstention               | Abstention               | Abstention               | Abstention               | 7 873        | 57,12        | 8 033       | 58,27       |
| Inscrits / participation | Inscrits / participation | Inscrits / participation | Inscrits / participation | 13 783       | 42,88        | 13 785      | 41,73       |

### Canton des Hautes Terres d'Oc
| Candidats                | Candidats                 | Partis                   | Nuance                   | Premier tour | Premier tour | Second tour | Second tour |
| Candidats                | Candidats                 | Partis                   | Nuance                   | Voix         | %            | Voix        | %           |
| ------------------------ | ------------------------- | ------------------------ | ------------------------ | ------------ | ------------ | ----------- | ----------- |
|                          | Brigitte Pailhé-Fernandez | DVC                      | DVC                      | 2 290        | 47,24        | 3 135       | 59,93       |
|                          | Daniel Vidal              | DVC                      | DVC                      | 2 290        | 47,24        | 3 135       | 59,93       |
|                          | Robert Bousquet           | DVG                      | UCG                      | 1 818        | 37,50        | 2 096       | 40,07       |
|                          | Valérie Seguier           | DVG                      | UCG                      | 1 818        | 37,50        | 2 096       | 40,07       |
|                          | Valérie Millan            | RN                       | RN                       | 740          | 15,26        |             |             |
|                          | Henri Tassart             | RN                       | RN                       | 740          | 15,26        |             |             |
|                          |                           |                          |                          |              |              |             |             |
| Suffrages exprimés       | Suffrages exprimés        | Suffrages exprimés       | Suffrages exprimés       | 4 848        | 93,66        | 5 231       | 93,54       |
| Votes blancs             | Votes blancs              | Votes blancs             | Votes blancs             | 182          | 3,52         | 215         | 3,84        |
| Votes nuls               | Votes nuls                | Votes nuls               | Votes nuls               | 146          | 2,82         | 146         | 2,61        |
| Total                    | Total                     | Total                    | Total                    | 5 176        | 100          | 5 592       | 100         |
| Abstention               | Abstention                | Abstention               | Abstention               | 5 819        | 52,92        | 5 402       | 49,14       |
| Inscrits / participation | Inscrits / participation  | Inscrits / participation | Inscrits / participation | 10 995       | 47,08        | 10 994      | 50,87       |

### Canton de Lavaur Cocagne
| Candidats                | Candidats                | Partis                   | Nuance                   | Premier tour | Premier tour | Second tour | Second tour |
| Candidats                | Candidats                | Partis                   | Nuance                   | Voix         | %            | Voix        | %           |
| ------------------------ | ------------------------ | ------------------------ | ------------------------ | ------------ | ------------ | ----------- | ----------- |
|                          | Nathalie Joseph          | DVC                      | UC                       | 1 907        | 32,38        | 3 103       | 53,38       |
|                          | Emmanuel Joulié          | LREM                     | UC                       | 1 907        | 32,38        | 3 103       | 53,38       |
|                          | Marie-Claire Marignol    | LR                       | LR                       | 1 787        | 30,34        | 2 710       | 46,62       |
|                          | Jean-Paul Rocache        | LR                       | LR                       | 1 787        | 30,34        | 2 710       | 46,62       |
|                          | Céline Chabut            | EÉLV                     | ECO                      | 1 357        | 23,04        |             |             |
|                          | François Rivals          | EÉLV                     | ECO                      | 1 357        | 23,04        |             |             |
|                          | Jean-Luc Belaud          | RN                       | RN                       | 839          | 14,24        |             |             |
|                          | Valérie Caudriller       | RN                       | RN                       | 839          | 14,24        |             |             |
|                          |                          |                          |                          |              |              |             |             |
| Suffrages exprimés       | Suffrages exprimés       | Suffrages exprimés       | Suffrages exprimés       | 5 890        | 95,82        | 5 813       | 91,92       |
| Votes blancs             | Votes blancs             | Votes blancs             | Votes blancs             | 159          | 2,59         | 342         | 5,41        |
| Votes nuls               | Votes nuls               | Votes nuls               | Votes nuls               | 98           | 1,59         | 169         | 2,67        |
| Total                    | Total                    | Total                    | Total                    | 6 147        | 100          | 6 324       | 100         |
| Abstention               | Abstention               | Abstention               | Abstention               | 8 118        | 56,91        | 169         | 2,67        |
| Inscrits / participation | Inscrits / participation | Inscrits / participation | Inscrits / participation | 14 265       | 43,09        | 14 272      | 44,31       |

### Canton de Mazamet-1
| Candidats                | Candidats                | Partis                   | Nuance                   | Premier tour | Premier tour | Second tour | Second tour |
| Candidats                | Candidats                | Partis                   | Nuance                   | Voix         | %            | Voix        | %           |
| ------------------------ | ------------------------ | ------------------------ | ------------------------ | ------------ | ------------ | ----------- | ----------- |
|                          | Christelle Cabanis       | DVG                      | DVG                      | 2 457        | 57,25        | 3 052       | 65,44       |
|                          | Didier Houles            | PS                       | DVG                      | 2 457        | 57,25        | 3 052       | 65,44       |
|                          | Thierry Escande          | RN                       | RN                       | 1 336        | 28,41        | 1 612       | 34,56       |
|                          | Marion Gaillard          | RN                       | RN                       | 1 336        | 28,41        | 1 612       | 34,56       |
|                          | Dolorès Issa             | DVD                      | DVD                      | 909          | 19,33        |             |             |
|                          | Pierre Samat             | DVD                      | DVD                      | 909          | 19,33        |             |             |
|                          |                          |                          |                          |              |              |             |             |
| Suffrages exprimés       | Suffrages exprimés       | Suffrages exprimés       | Suffrages exprimés       | 4 702        | 94,00        | 4 664       | 92,28       |
| Votes blancs             | Votes blancs             | Votes blancs             | Votes blancs             | 188          | 3,76         | 274         | 5,42        |
| Votes nuls               | Votes nuls               | Votes nuls               | Votes nuls               | 112          | 2,24         | 116         | 2,30        |
| Total                    | Total                    | Total                    | Total                    | 5 002        | 100          | 5 054       | 100         |
| Abstention               | Abstention               | Abstention               | Abstention               | 8 131        | 61,91        | 8 079       | 61,52       |
| Inscrits / participation | Inscrits / participation | Inscrits / participation | Inscrits / participation | 13 133       | 38,09        | 13 133      | 38,48       |

### Canton de Mazamet-2 Vallée du Thoré
| Candidats                | Candidats                | Partis                   | Nuance                   | Premier tour | Premier tour | Second tour | Second tour |
| Candidats                | Candidats                | Partis                   | Nuance                   | Voix         | %            | Voix        | %           |
| ------------------------ | ------------------------ | ------------------------ | ------------------------ | ------------ | ------------ | ----------- | ----------- |
|                          | Florence Estrabaud       | DVG                      | DVG                      | 2 781        | 60,30        | 3 215       | 70,77       |
|                          | Daniel Vialelle          | PS                       | DVG                      | 2 781        | 60,30        | 3 215       | 70,77       |
|                          | Christelle Aukara        | RN                       | RN                       | 1 187        | 25,74        | 1 328       | 29,23       |
|                          | Hervé Croguennec         | RN                       | RN                       | 1 187        | 25,74        | 1 328       | 29,23       |
|                          | Christian Lagasse        | DVD                      | DVD                      | 644          | 13,96        |             |             |
|                          | Julie Vidal              | DVD                      | DVD                      | 644          | 13,96        |             |             |
|                          |                          |                          |                          |              |              |             |             |
| Suffrages exprimés       | Suffrages exprimés       | Suffrages exprimés       | Suffrages exprimés       | 4 612        | 94,39        | 4 543       | 93,75       |
| Votes blancs             | Votes blancs             | Votes blancs             | Votes blancs             | 179          | 3,66         | 199         | 4,11        |
| Votes nuls               | Votes nuls               | Votes nuls               | Votes nuls               | 95           | 1,94         | 104         | 2,15        |
| Total                    | Total                    | Total                    | Total                    | 4 886        | 100          | 4 846       | 100         |
| Abstention               | Abstention               | Abstention               | Abstention               | 8 033        | 62,18        | 8 074       | 62,49       |
| Inscrits / participation | Inscrits / participation | Inscrits / participation | Inscrits / participation | 12 919       | 37,82        | 12 290      | 37,50       |

### Canton de la Montagne noire
| Candidats                | Candidats                | Partis                   | Nuance                   | Premier tour | Premier tour | Second tour | Second tour |
| Candidats                | Candidats                | Partis                   | Nuance                   | Voix         | %            | Voix        | %           |
| ------------------------ | ------------------------ | ------------------------ | ------------------------ | ------------ | ------------ | ----------- | ----------- |
|                          | Michel Benoit            | PS                       | DVG                      | 2 276        | 53,05        | 2 934       | 68,81       |
|                          | Claudie Bonnet           | PS                       | DVG                      | 2 276        | 53,05        | 2 934       | 68,81       |
|                          | Eugénie Bertoni          | RN                       | RN                       | 1 040        | 24,24        | 1 330       | 31,19       |
|                          | Jacques Bourgeau         | RN                       | RN                       | 1 040        | 24,24        | 1 330       | 31,19       |
|                          | Dominique Cougnaud       | DVD                      | DVD                      | 974          | 22,70        |             |             |
|                          | Jérémie Lemoine          | DVD                      | DVD                      | 974          | 22,70        |             |             |
|                          |                          |                          |                          |              |              |             |             |
| Suffrages exprimés       | Suffrages exprimés       | Suffrages exprimés       | Suffrages exprimés       | 4 290        | 92,88        | 4 264       | 92,27       |
| Votes blancs             | Votes blancs             | Votes blancs             | Votes blancs             | 198          | 4,29         | 221         | 4,78        |
| Votes nuls               | Votes nuls               | Votes nuls               | Votes nuls               | 131          | 2,84         | 136         | 2,94        |
| Total                    | Total                    | Total                    | Total                    | 4 619        | 100          | 4 621       | 100         |
| Abstention               | Abstention               | Abstention               | Abstention               | 7 244        | 61,06        | 7 244       | 61,05       |
| Inscrits / participation | Inscrits / participation | Inscrits / participation | Inscrits / participation | 11 863       | 38,94        | 11 865      | 38,95       |

### Canton du Pastel
| Candidats                | Candidats                | Partis                   | Nuance                   | Premier tour | Premier tour | Second tour | Second tour |
| Candidats                | Candidats                | Partis                   | Nuance                   | Voix         | %            | Voix        | %           |
| ------------------------ | ------------------------ | ------------------------ | ------------------------ | ------------ | ------------ | ----------- | ----------- |
|                          | Jean-Luc Alibert         | LR                       | DVD                      | 2 410        | 50,89        | 3 466       | 72,68       |
|                          | Géraldine Rouanet        | DVD                      | DVD                      | 2 410        | 50,89        | 3 466       | 72,68       |
|                          | Florence Joffre          | RN                       | RN                       | 1 176        | 24,83        | 1 303       | 27,32       |
|                          | René Piganiol            | RN                       | RN                       | 1 176        | 24,83        | 1 303       | 27,32       |
|                          | Élisabeth Chabbert       | DVG                      | DIV                      | 1 150        | 24,28        |             |             |
|                          | Alain Veuillet           | DVG                      | DIV                      | 1 150        | 24,28        |             |             |
|                          |                          |                          |                          |              |              |             |             |
| Suffrages exprimés       | Suffrages exprimés       | Suffrages exprimés       | Suffrages exprimés       | 4 736        | 92,64        | 4 769       | 91,54       |
| Votes blancs             | Votes blancs             | Votes blancs             | Votes blancs             | 218          | 4,26         | 268         | 5,14        |
| Votes nuls               | Votes nuls               | Votes nuls               | Votes nuls               | 158          | 3,09         | 173         | 3,32        |
| Total                    | Total                    | Total                    | Total                    | 5 112        | 100          | 5 210       | 100         |
| Abstention               | Abstention               | Abstention               | Abstention               | 8 096        | 61,30        | 8 000       | 60,56       |
| Inscrits / participation | Inscrits / participation | Inscrits / participation | Inscrits / participation | 13 208       | 38,70        | 13 210      | 39,44       |

### Canton de Plaine de l'Agoût
| Candidats                | Candidats                | Partis                   | Nuance                   | Premier tour | Premier tour | Second tour | Second tour |
| Candidats                | Candidats                | Partis                   | Nuance                   | Voix         | %            | Voix        | %           |
| ------------------------ | ------------------------ | ------------------------ | ------------------------ | ------------ | ------------ | ----------- | ----------- |
|                          | Catherine Rabou          | PS                       | DVG                      | 2 811        | 54,29        | 3 667       | 71,58       |
|                          | Laurent Vandendriessche  | PS                       | DVG                      | 2 811        | 54,29        | 3 667       | 71,58       |
|                          | Corinne Morel            | RN                       | RN                       | 1 261        | 24,35        | 1 456       | 28,42       |
|                          | Dominique Sigel          | RN                       | RN                       | 1 261        | 24,35        | 1 456       | 28,42       |
|                          | Chloé Leprêtre           | DVC                      | DVC                      | 1 106        | 21,36        |             |             |
|                          | Frédéric Molières        | DVC                      | DVC                      | 1 106        | 21,36        |             |             |
|                          |                          |                          |                          |              |              |             |             |
| Suffrages exprimés       | Suffrages exprimés       | Suffrages exprimés       | Suffrages exprimés       | 5 178        | 92,63        | 5 123       | 92,51       |
| Votes blancs             | Votes blancs             | Votes blancs             | Votes blancs             | 237          | 4,24         | 281         | 5,07        |
| Votes nuls               | Votes nuls               | Votes nuls               | Votes nuls               | 175          | 3,13         | 134         | 2,42        |
| Total                    | Total                    | Total                    | Total                    | 5 590        | 100          | 5 538       | 100         |
| Abstention               | Abstention               | Abstention               | Abstention               | 6 895        | 55,23        | 6 952       | 55,66       |
| Inscrits / participation | Inscrits / participation | Inscrits / participation | Inscrits / participation | 12 485       | 44,77        | 12 490      | 44,34       |

### Canton des Portes du Tarn
| Candidats                | Candidats                | Partis                   | Nuance                   | Premier tour | Premier tour | Second tour | Second tour |
| Candidats                | Candidats                | Partis                   | Nuance                   | Voix         | %            | Voix        | %           |
| ------------------------ | ------------------------ | ------------------------ | ------------------------ | ------------ | ------------ | ----------- | ----------- |
|                          | Nadia Ould-Amer          | DVD                      | UC                       | 2 248        | 48,17        | 2 549       | 60,58       |
|                          | Gilles Turlan            | PRG                      | UC                       | 2 248        | 48,17        | 2 549       | 60,58       |
|                          | Maud Forgeot             | LFI                      | UGE                      | 1 238        | 26,53        | 1 659       | 39,42       |
|                          | Maxime Lacoste           | DVG                      | UGE                      | 1 238        | 26,53        | 1 659       | 39,42       |
|                          | Alessio Roi              | RN                       | RN                       | 1 184        | 25,31        |             |             |
|                          | Chantal Rosel-Ploujoux   | RN                       | RN                       | 1 184        | 25,31        |             |             |
|                          |                          |                          |                          |              |              |             |             |
| Suffrages exprimés       | Suffrages exprimés       | Suffrages exprimés       | Suffrages exprimés       | 4 667        | 92,16        | 4 208       | 85,76       |
| Votes blancs             | Votes blancs             | Votes blancs             | Votes blancs             | 239          | 4,72         | 393         | 8,01        |
| Votes nuls               | Votes nuls               | Votes nuls               | Votes nuls               | 158          | 3,12         | 306         | 6,24        |
| Total                    | Total                    | Total                    | Total                    | 5 064        | 100          | 4 907       | 100         |
| Abstention               | Abstention               | Abstention               | Abstention               | 8 146        | 61,67        | 8 307       | 62,87       |
| Inscrits / participation | Inscrits / participation | Inscrits / participation | Inscrits / participation | 13 210       | 38,33        | 13 214      | 37,14       |

### Canton de Saint-Juéry
| Candidats                | Candidats                | Partis                   | Nuance                   | Premier tour | Premier tour |
| Candidats                | Candidats                | Partis                   | Nuance                   | Voix         | %            |
| ------------------------ | ------------------------ | ------------------------ | ------------------------ | ------------ | ------------ |
|                          | Marie-Claire Malroux     | DVG                      | DVG                      | 2 987        | 64,89        |
|                          | David Donnez             | DVG                      | DVG                      | 2 987        | 64,89        |
|                          | Capucine Cayssials       | RN                       | RN                       | 981          | 21,31        |
|                          | Max Gaubert              | RN                       | RN                       | 981          | 21,31        |
|                          | Christine Gauci          | EÉLV                     | ECO                      | 635          | 13,80        |
|                          | David Kowalczyk          | EÉLV                     | ECO                      | 635          | 13,80        |
|                          |                          |                          |                          |              |              |
| Suffrages exprimés       | Suffrages exprimés       | Suffrages exprimés       | Suffrages exprimés       | 4 603        | 94,27        |
| Votes blancs             | Votes blancs             | Votes blancs             | Votes blancs             | 117          | 2,40         |
| Votes nuls               | Votes nuls               | Votes nuls               | Votes nuls               | 163          | 3,34         |
| Total                    | Total                    | Total                    | Total                    | 4 883        | 100          |
| Abstention               | Abstention               | Abstention               | Abstention               | 6 747        | 58,01        |
| Inscrits / participation | Inscrits / participation | Inscrits / participation | Inscrits / participation | 11 630       | 41,99        |

### Canton de Vignobles et Bastides
| Candidats                | Candidats                | Partis                   | Nuance                   | Premier tour | Premier tour | Second tour | Second tour |
| Candidats                | Candidats                | Partis                   | Nuance                   | Voix         | %            | Voix        | %           |
| ------------------------ | ------------------------ | ------------------------ | ------------------------ | ------------ | ------------ | ----------- | ----------- |
|                          | Maryline Lherm           | DVD                      | UCD                      | 3 121        | 56,87        | 3 482       | 63,67       |
|                          | Paul Salvador            | DVD                      | UCD                      | 3 121        | 56,87        | 3 482       | 63,67       |
|                          | Corinne Pouvreau         | EÉLV                     | ECO                      | 1 675        | 30,52        | 1 987       | 36,33       |
|                          | Sébastien Bétous         | EÉLV                     | ECO                      | 1 675        | 30,52        | 1 987       | 36,33       |
|                          | Nadine Gardien           | PCF                      | COM                      | 692          | 12,61        |             |             |
|                          | Étienne Rousset          | PCF                      | COM                      | 692          | 12,61        |             |             |
|                          |                          |                          |                          |              |              |             |             |
| Suffrages exprimés       | Suffrages exprimés       | Suffrages exprimés       | Suffrages exprimés       | 5 488        | 89,18        | 5 469       | 89,89       |
| Votes blancs             | Votes blancs             | Votes blancs             | Votes blancs             | 412          | 6,69         | 353         | 5,80        |
| Votes nuls               | Votes nuls               | Votes nuls               | Votes nuls               | 254          | 4,13         | 262         | 4,31        |
| Total                    | Total                    | Total                    | Total                    | 6 154        | 100          | 6 084       | 100         |
| Abstention               | Abstention               | Abstention               | Abstention               | 9 049        | 59,52        | 9 122       | 59,99       |
| Inscrits / participation | Inscrits / participation | Inscrits / participation | Inscrits / participation | 15 203       | 40,48        | 15 206      | 40,01       |